# Flyboard Air

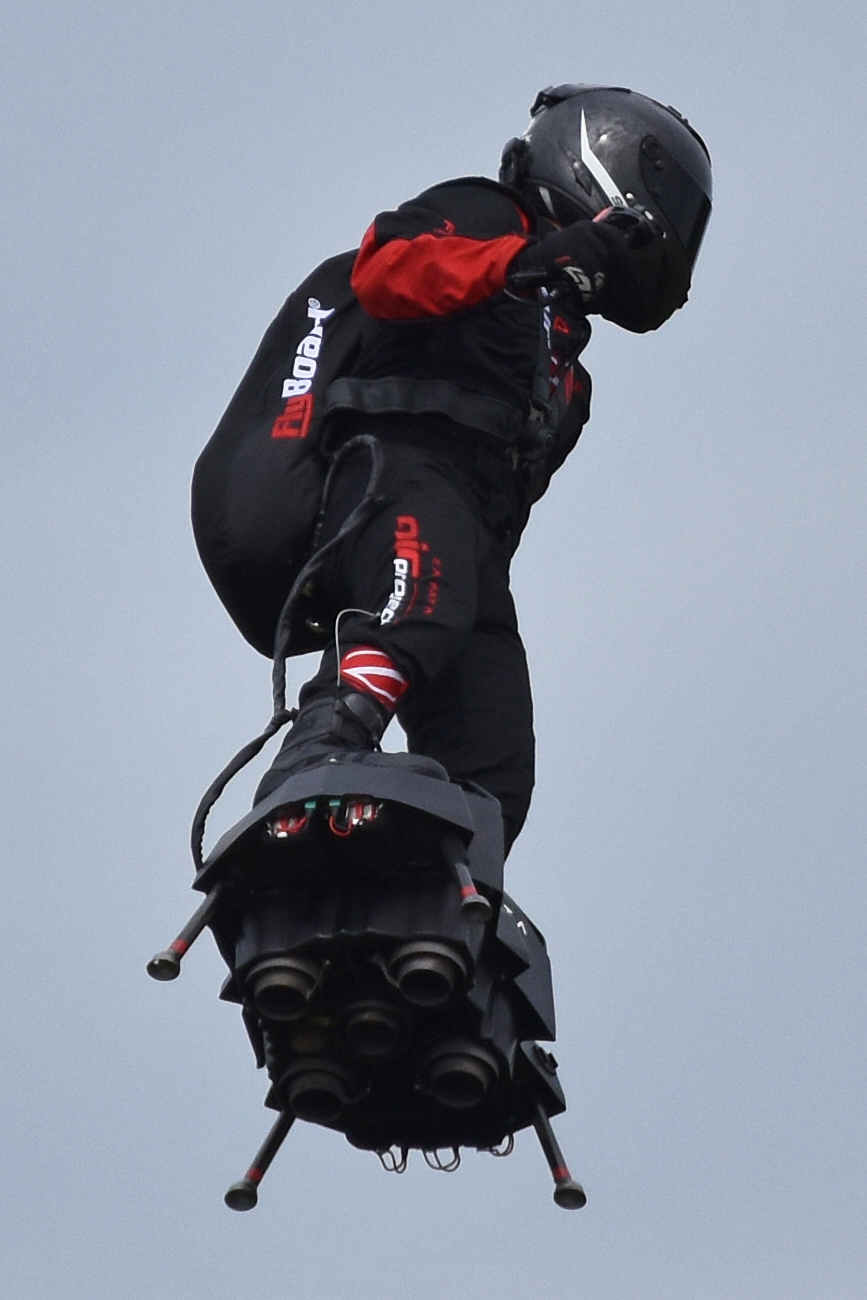
Flyboard Air. La-Ferté-Alais, 09 juin 2019

Le Flyboard Air est un type de réacteur dorsal (jetpack) ou d'hoverboard propulsé par des turbines à gaz inventé par le Français Franky Zapata en 2011 et développé par l'entreprise Zapata Industries.
L'appareil peut voler jusqu'à 190 km/h avec une autonomie d'environ 10 min (ce qui correspond à environ 31 km).
Franky Zapata a participé au défilé militaire du 14 Juillet 2019 à bord de son invention, et a fait sensation,. En août de la même année, il traverse la Manche, avec une escale, à la deuxième tentative.

## Description
En août 2019, le Flyboard Air est propulsé par cinq réacteurs fixés sous les pieds du pilote, alimentés par du kérosène contenu dans son sac à dos. Il consomme en moyenne deux kilogrammes de carburant par kilomètre, soit 250 l/100 km.

## Interdiction temporaire de vol en France et nuisances
En mars 2017, les autorités françaises interdisent à son inventeur d'utiliser le Flyboard Air sur leur territoire, sous peine de poursuites,,, mais il ne souhaitait pas quitter la France. La Direction générale de l'aviation civile (DGAC) justifie cette interdiction, notamment du fait qu’il ait omis de déposer une demande d'autorisation de vol et qu'il ne soit pas titulaire de la moindre licence de vol. La machine obtient finalement l'autorisation de voler sous laisser-passer de la DGAC.

### Nuisances sur le voisinage
Le Flyboard Air présente des inconvénients au niveau des nuisances sonores et des nuisances olfactives, dont se plaint le voisinage de Sausset-les-Pins. Au niveau des nuisances sonores, des voisins ont été incommodés par des bruits qui pourraient atteindre, selon France Info, 120 décibels (seuil de la douleur). Les nuisances olfactives sont générées par l'odeur de kérosène. Une enquête, confiée à la gendarmerie des transports aériens, est ouverte « au sujet de nuisances sonores générées par l'activité de M. Zapata ».
L'utilisation du Flyboard Air est toutefois réglementée, et de manière générale la mairie demande à Zapata de ne pas « porter atteinte à la tranquillité, à la sécurité et à l'hygiène publique » : 
- pas de vol le dimanche ni un jour férié ;
- pas de vol avant 10 h du matin, entre 12 et 15 h, ni après 18 h 30 ;
- pas d'entraînement d'une durée supérieure à une heure et demie ;
- pas plus de deux entraînements par semaine ;
- pas de survol de baigneurs ou navires ;
- pas de vol lorsque le vent vient de la mer.

## Financement du ministère des Armées
En novembre 2018 l’inventeur fait une démonstration du Flyboard Air aux forces spéciales françaises lors du Forum Innovation Défense. Zapata Industries obtient alors 1,3 million d'euros de la Direction générale de l'Armement dans le cadre du dispositif RAPID (régime d’appui à l’innovation duale) pour son développement dans le cadre d'applications civiles et militaires. Ceci doit permettre d'améliorer le Flyboard Air, en collaboration avec l'Office national d'études et de recherches aérospatiales (ONERA) et l'entreprise Poly-shape. Il sera notamment étudié à travers le projet « Turbine Z Air » (TZR) l'utilisation de nouvelles turbines pour diminuer le niveau sonore de l'engin.

## Records
Franky Zapata établit un record mondial pour la plus grande distance parcourue en  flyboard  en avril 2016, avec une distance de 2 252,4 m.
Le 14 juillet 2019 à Paris, Zapata fait une apparition avec son Flyboard Air lors du défilé de la fête nationale en décollant, survolant et se reposant Place de la Concorde, devant les officiels. C'est la première fois qu'un tel appareil est autorisé à voler publiquement dans une grande ville.

### Traversée de la Manche
Le 4 août 2019, Franky Zapata établit un nouveau record à bord de son Flyboard Air en traversant la Manche de Sangatte à St Margaret's Bay à plus de 100 km/h de moyenne. La distance parcourue est de 35 km, la durée en vol de 22 min, dont une escale à mi-parcours pour ravitaillement en kérosène sur un bateau,. Pour l'escale, il a été prévu qu'il se maintiendrait en stationnaire à trois mètres au dessus de la plateforme, sans se poser, mais pour des raisons de sécurité, la préfecture impose que le pilote se pose.
Ce succès est précédé le 25 juillet 2019 d'une tentative qui a échoué, à cause de la plateforme prévue pour le ravitaillement : trop frêle, trop agitée par le mouvement de la mer, elle a heurté le Flyboard qui est tombé dans l'eau,,.

## Accident du 28 mai 2022
Lors d'un vol de démonstration au-dessus du lac de Biscarrosse, les commandes ne répondent plus. L'engin, en rotation incontrôlée, prend de la hauteur. Le pilote tente de contrôler la descente, mais ne peut éviter la chute dans le lac. M. Zapata a été gravement blessé dans cet accident qui a fait l'objet d'une enquête du BEA-É.